# Логуш Володимир Васильович
Володимир Васильович Логуш — український військовослужбовець, майор Збройних сил України.

## Життєпис
Володимир Логуш народився у 1992 році в місті Броди Львівської области.
Після закінчення Академії сухопутних військ імені гетьмана Петра Сагайдачного у 2013 році за розподіленням потрапив для проходження подальшої служби в Окремий президентський полк (м. Києві). У 2018 році переведений у батальйон окремої мотопіхотної бригади імені гетьмана Івана Виговського, де обіймав посаду начальника штабу, а згодом став його командиром.

## Нагороди
- орден Богдана Хмельницького II ступеня (2022) — за особисту мужність і самовіддані дії, виявлені у захисті державного суверенітету та територіальної цілісності України, вірність військовій присязі[1].
- орден Богдана Хмельницького III ступеня (2021) — за вагомий особистий внесок у зміцнення обороноздатності Української держави, мужність і самовідданість, виявлені під час бойових дій, високий професіоналізм та зразкове виконання службових обов'язків[2].